# 塩山駅

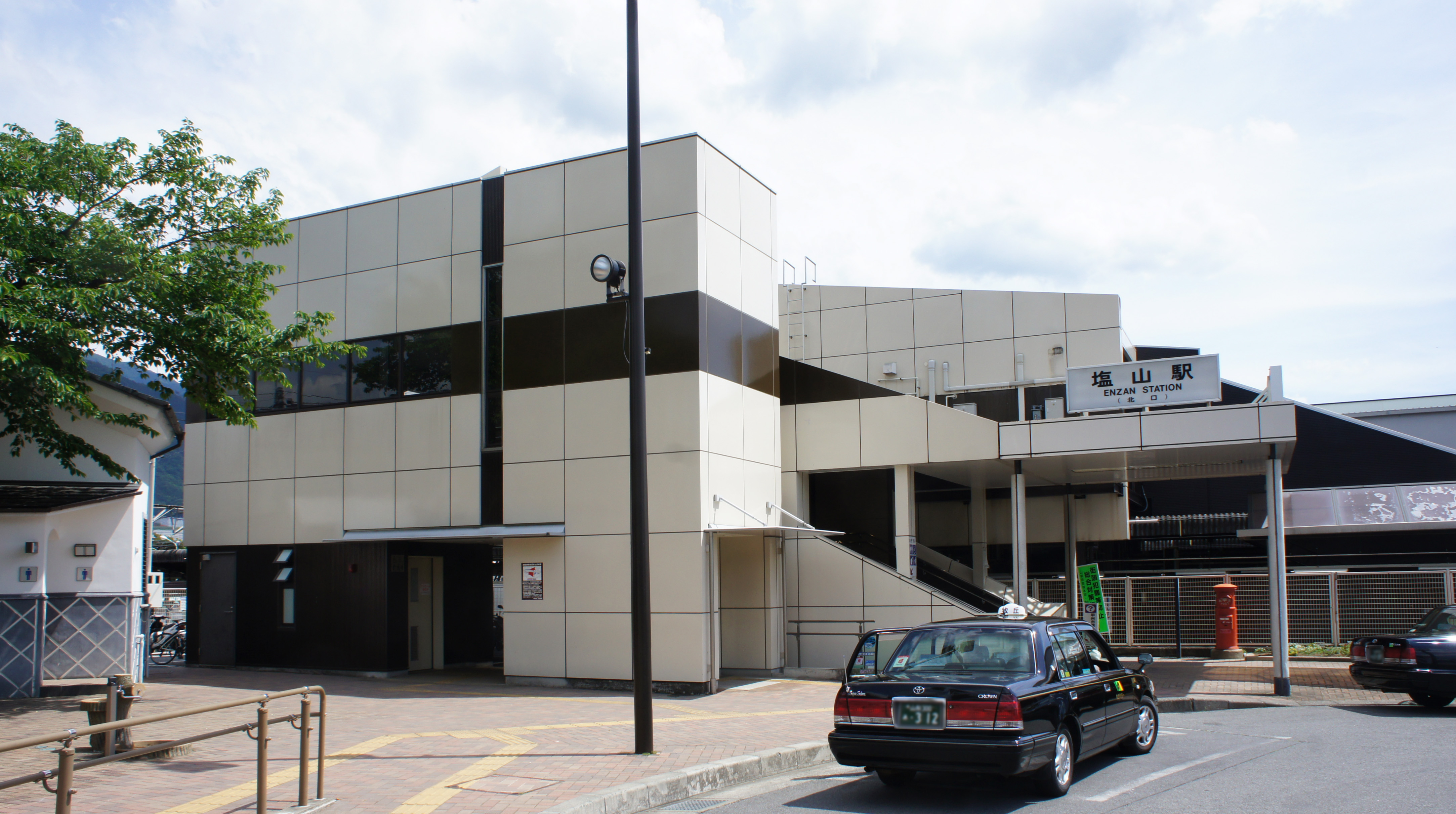
北口（2021年5月）

塩山駅（えんざんえき）は、山梨県甲州市塩山上於曽にある、東日本旅客鉄道（JR東日本）中央本線の駅である。駅番号はCO 37。甲州市の代表駅。

## 歴史
- 1903年（明治36年）6月11日：国有鉄道中央本線 初鹿野駅（現・甲斐大和駅） - 甲府駅間の開通と同時に開業[2][3]。旅客および貨物の取り扱いを開始[3]。
- 1984年（昭和59年）2月1日：貨物の取り扱いを廃止[3]。
- 1985年（昭和60年）3月14日：荷物の扱いを廃止[3]。
- 1986年（昭和61年）9月3日：橋上化。現在の駅舎となる。
- 1987年（昭和62年）4月1日：国鉄分割民営化により、東日本旅客鉄道（JR東日本）の駅となる[3][4]。
- 2004年（平成16年）10月16日：ICカード「Suica」の利用が可能となる[5]。東京近郊区間に編入される[5]。
- 2011年（平成23年）3月5日：上下線のホームと駅舎を接続するエレベーターを設置。
- 2013年（平成25年）：南口エレベーターが稼働を開始。峡東地区で初めて南北両側からホームまでバリアフリーになる。
- 2017年（平成29年）
  - 3月：駅舎がリニューアル。
  - 3月29日：NewDaysKIOSKと甲州市観光案内所が一体した店舗「NewDays KIOSK＋甲州市観光案内所」が開業[6]。
- 2019年（平成31年）3月16日：特急「あずさ」がすべて通過となる[7]。
- 2020年（令和2年）3月14日：特急「あずさ」の停車を再開（朝夕の2往復が停車）[8]。
- 2021年（令和3年）10月31日：みどりの窓口の営業を終了[9][10]。

## 駅構造
南口から単式ホーム1面1線、島式ホーム1面2線と合わせて2面3線を持つ地上駅である。下りホーム（1番線）には「TRAIN SUITE 四季島」の乗客用ゲートがある。また、2番線の勝沼ぶどう郷駅側に夜間、車両を留置する。このほか、東山梨駅側に保守車両用の乗越側線がある。
直営駅で、管理駅として、甲斐大和駅、勝沼ぶどう郷駅、東山梨駅、山梨市駅を管理下に置いている。橋上駅舎を持ち、その内部にはコンコースのほか、自動券売機（指定席券売機も含む）、自動改札機、独立した待合所などが設けられている。待合所の内部には「NewDays KIOSK＋甲州市観光案内所」が設けられている。駅舎には南北に出入口が設けられており、それぞれ南口・北口となっている。
特急列車は「あずさ」朝夕2往復と、一部の臨時を除くすべての「かいじ」が停車する。。2番線は特急列車の接続・通過待ちと甲府駅以西 - 当駅間の普通列車の折り返しおよび前述の終電留置に使われている。

### のりば
| 番線 | 路線     | 方向 | 行先                         | 備考            |
| ---- | -------- | ---- | ---------------------------- | --------------- |
| 1    | 中央本線 | 下り | 甲府・小淵沢・松本・長野方面 | 一部列車は2番線 |
| 2・3 | 中央本線 | 上り | 大月・八王子・新宿・東京方面 |                 |

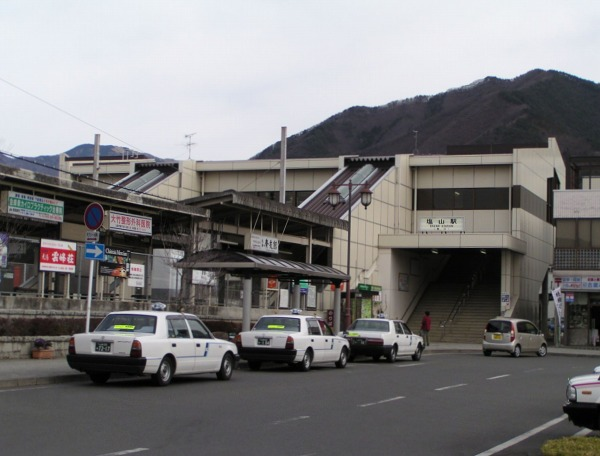
リニューアル前の南口（2006年1月）
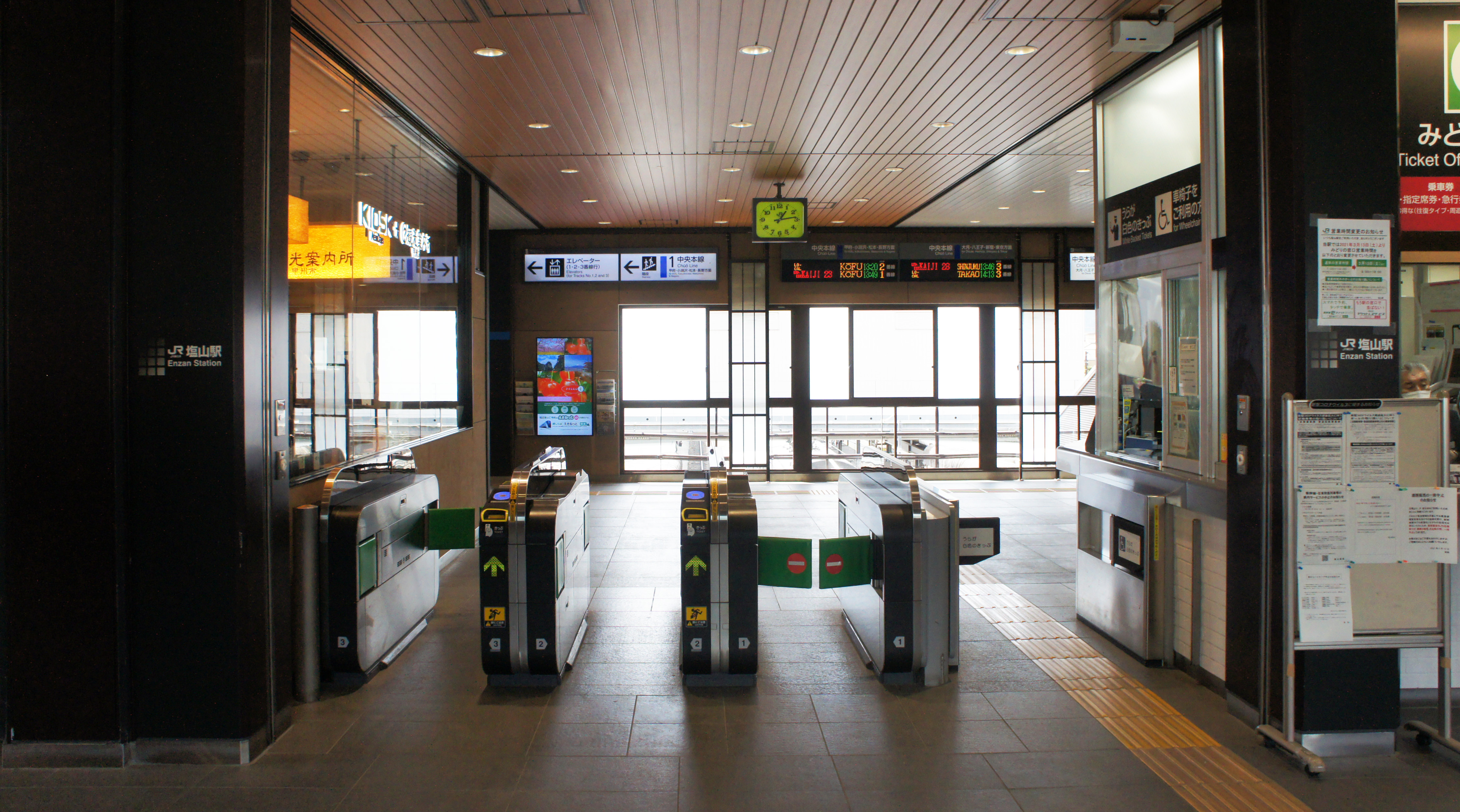
改札口（2021年5月）
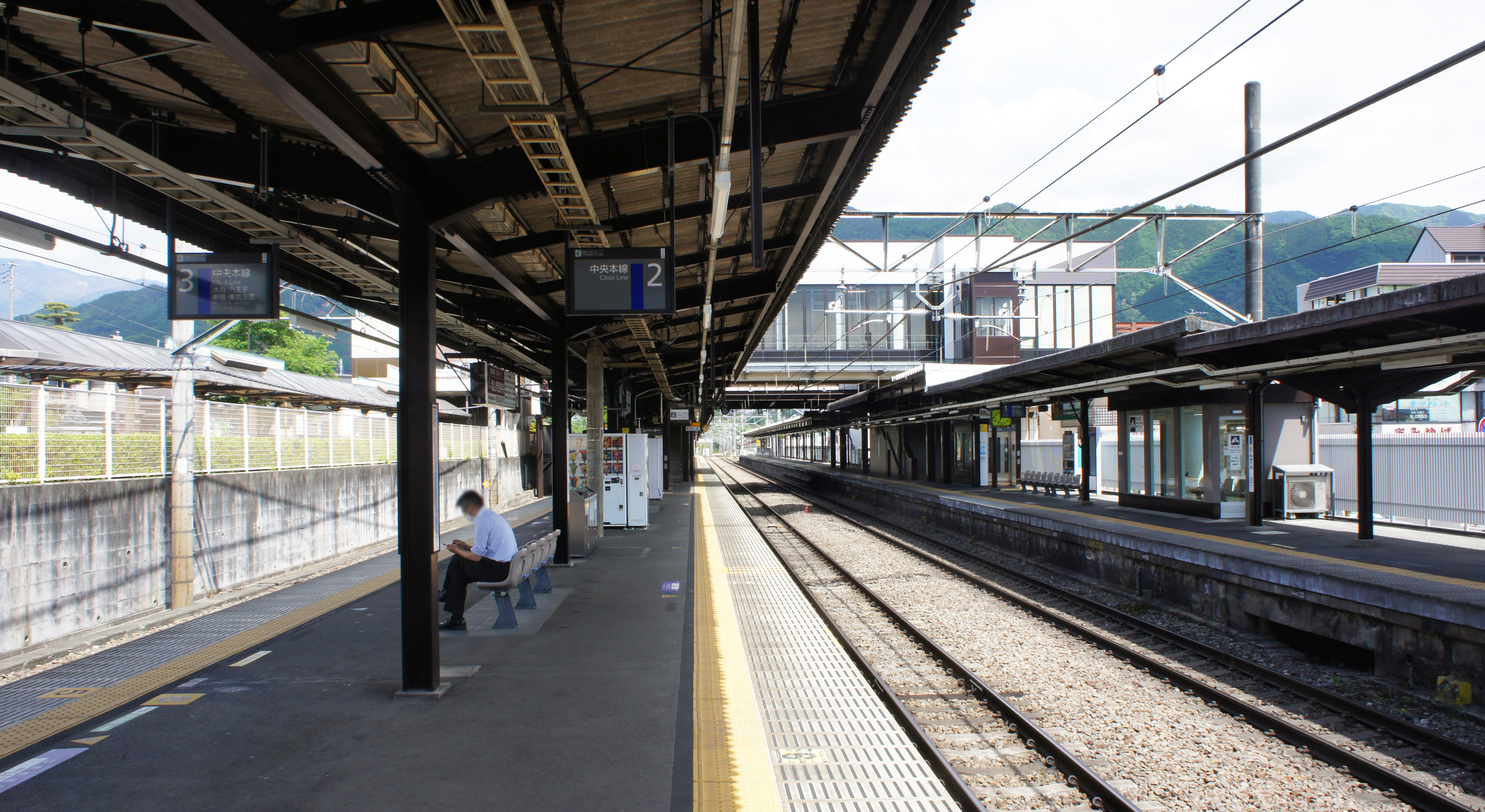
ホーム（2021年5月）
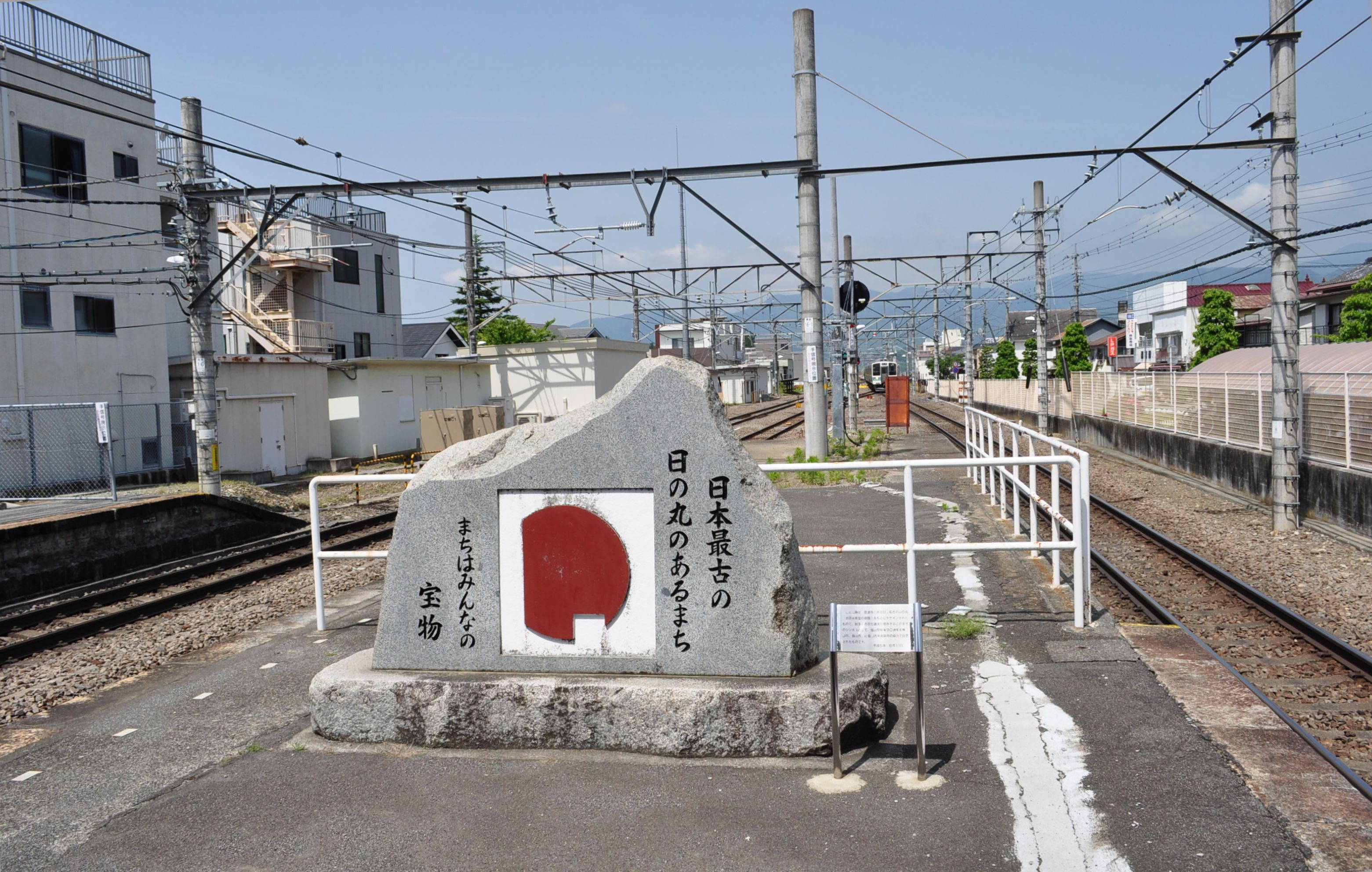
ホームの「日本最古の日の丸のあるまち」碑（2018年5月）

## 利用状況
JR東日本によると、2023年度（令和5年度）の1日平均乗車人員は1,590人である。
2000年度（平成12年度）以降の推移は以下のとおりである。
| 1日平均乗車人員推移 | 1日平均乗車人員推移 | 1日平均乗車人員推移 | 1日平均乗車人員推移 | 1日平均乗車人員推移 |
| 年度                | 定期外              | 定期                | 合計                | 出典                |
| ------------------- | ------------------- | ------------------- | ------------------- | ------------------- |
| 2000年（平成12年）  |                     |                     | 2,262               | [ 利用客数 2 ]      |
| 2001年（平成13年）  |                     |                     | 2,269               | [ 利用客数 3 ]      |
| 2002年（平成14年）  |                     |                     | 2,272               | [ 利用客数 4 ]      |
| 2003年（平成15年）  |                     |                     | 2,185               | [ 利用客数 5 ]      |
| 2004年（平成16年）  |                     |                     | 2,162               | [ 利用客数 6 ]      |
| 2005年（平成17年）  |                     |                     | 2,114               | [ 利用客数 7 ]      |
| 2006年（平成18年）  |                     |                     | 2,085               | [ 利用客数 8 ]      |
| 2007年（平成19年）  |                     |                     | 2,071               | [ 利用客数 9 ]      |
| 2008年（平成20年）  |                     |                     | 2,034               | [ 利用客数 10 ]     |
| 2009年（平成21年）  |                     |                     | 2,021               | [ 利用客数 11 ]     |
| 2010年（平成22年）  |                     |                     | 2,055               | [ 利用客数 12 ]     |
| 2011年（平成23年）  |                     |                     | 2,141               | [ 利用客数 13 ]     |
| 2012年（平成24年）  | 828                 | 1,356               | 2,184               | [ 利用客数 14 ]     |
| 2013年（平成25年）  | 831                 | 1,402               | 2,234               | [ 利用客数 15 ]     |
| 2014年（平成26年）  | 841                 | 1,318               | 2,160               | [ 利用客数 16 ]     |
| 2015年（平成27年）  | 849                 | 1,281               | 2,131               | [ 利用客数 17 ]     |
| 2016年（平成28年）  | 830                 | 1,251               | 2,081               | [ 利用客数 18 ]     |
| 2017年（平成29年）  | 820                 | 1,266               | 2,086               | [ 利用客数 19 ]     |
| 2018年（平成30年）  | 817                 | 1,280               | 2,097               | [ 利用客数 20 ]     |
| 2019年（令和元年）  | 814                 | 1,210               | 2,024               | [ 利用客数 21 ]     |
| 2020年（令和02年）  | 369                 | 930                 | 1,299               | [ 利用客数 22 ]     |
| 2021年（令和03年）  | 438                 | 948                 | 1,387               | [ 利用客数 23 ]     |
| 2022年（令和04年）  | 542                 | 957                 | 1,499               | [ 利用客数 24 ]     |
| 2023年（令和05年）  | 623                 | 967                 | 1,590               | [ 利用客数 1 ]      |

## 駅周辺

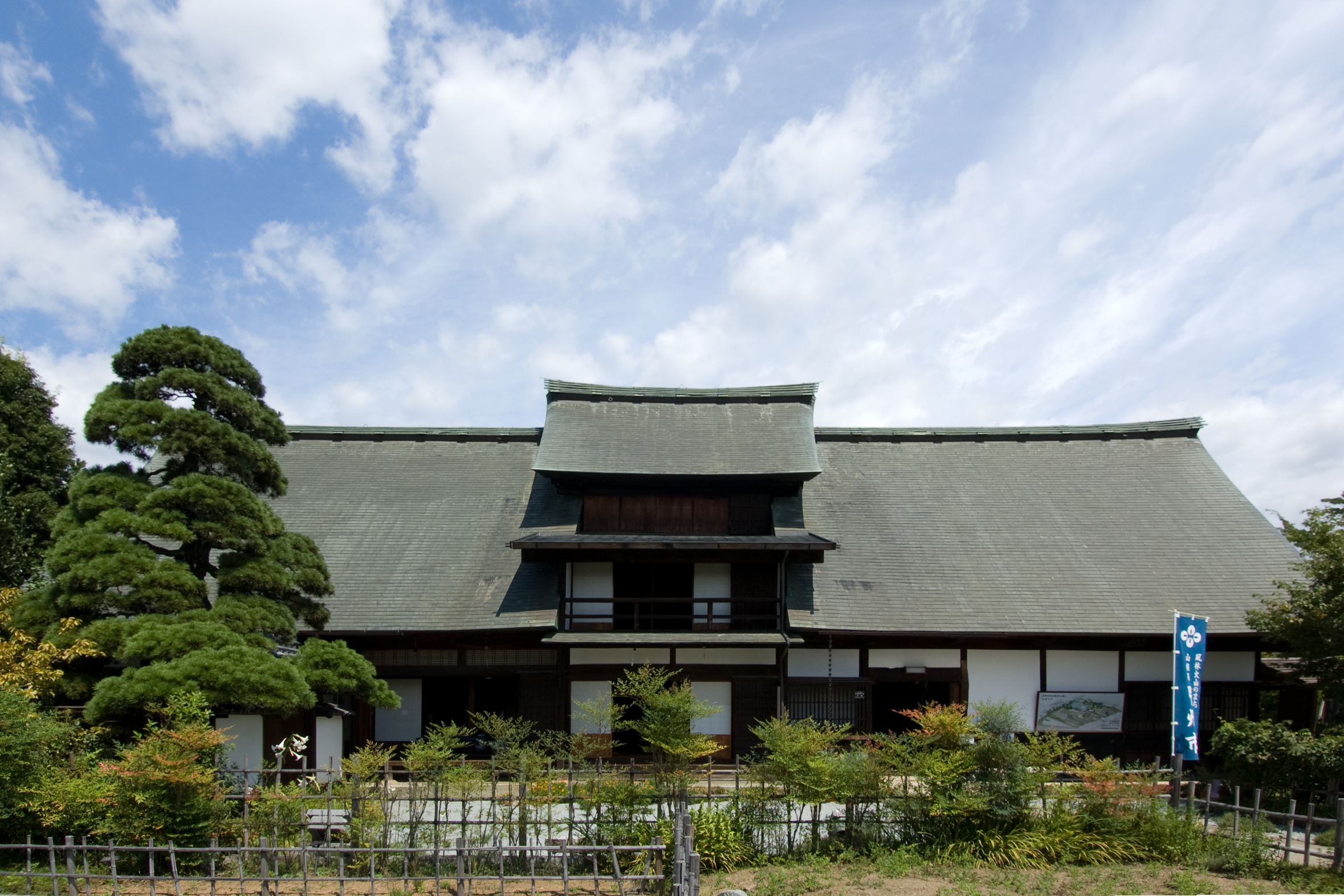
北口にある甘草屋敷

駅周辺は旧塩山市の中心部であり、甲州市となった現在も甲州市役所本庁舎が駅近くにある。南口・北口とも駅前にロータリーが整備されている。賑やかなのは南口側で、バスやタクシーも多い。また、大菩薩嶺や大弛峠、西沢渓谷などの登山の玄関口にもなっている。
- 甲州市役所（旧・塩山市役所）
- 甲州市 塩山東公民館
- 甘草屋敷[2]
  - 甲州市立塩山図書館分館（甘草屋敷子ども図書館）
- 於曽公園
- わだつみ平和文庫（中村徳郎・克郎記念館）
- ハローワーク塩山（公共職業安定所）
- 塩山駅前郵便局
- 国道411号（青梅街道）
- 塩山シネマ（映画館）
- 塩山温泉

## バス路線

### 塩山駅南口
南口駅前ロータリーに山梨交通（塩山営業所）、甲州市市民バス、山梨市営バスの路線がそれぞれ発着する。なお、当駅に発着する甲州市市民バスは12月31日から翌年1月3日まで、山梨市営バスは1月1日・1月2日にそれぞれ運休する。
| のりば | 運行事業者     | 路線・行先 | 備考 |
| ------ | -------------- | --- | --- |
| 1      | 山梨交通       | - 酒折宮前 - 塩山高校線：塩山高校 - 西沢渓谷線：西沢渓谷入口 - 窪平線：窪平                                                              | - 酒折宮前行は平日のみ運行 - 「塩山高校線」は土休日・学校休校日運休 - 「西沢渓谷線」は春 - 秋の特定日に運行                         |
| 1      | 山梨市営バス   | 牧丘循環線：杣口上／塩山高校 | 塩山高校行は休日運休。恵林寺での降車は不可                                                                                          |
| 2      | 甲州市市民バス | - 玉宮線：玉宮 - 大菩薩峠登山口線：大菩薩峠登山口 - 二本木経由大菩薩の湯線：大菩薩の湯 - 塩山市民病院線：塩山市民病院 - 下柚木線：下柚木 | - 「大菩薩峠登山口線」の春 - 秋の土休日は落合まで延長運行 - 「塩山市民病院線」は休日運休 - 「下柚木線」は土休日運休。恵林寺にも至便 |
| 3      | 甲州市市民バス | 甲州市縦断線：天目（栖雲寺） | |

### 塩山駅北口
北口駅前ロータリーに栄和交通の路線が発着する。
- 焼山峠・大弛峠（金峰山）線：焼山峠 ※季節運行。大弛峠へは柳平で乗り換え

### 甲州市役所
塩山駅南口から徒歩約6分の場所にある。富士急バスが運行する高速バス「甲州ワインライナー」が発着する。なお、高速バス乗車券は駅前の甲州タクシーで販売している。
- 甲州ワインライナー：バスタ新宿（南口） ※平日運休

## 隣の駅
※特急「あずさ」・「かいじ」の停車駅は列車記事を参照。
東日本旅客鉄道（JR東日本）
 中央本線
勝沼ぶどう郷駅 (CO 36) - 塩山駅 (CO 37) - 東山梨駅 (CO 38)

### 記事本文
1. 1 2  『中央本線 初狩～小淵沢駅間へ「駅ナンバリング」を拡大しました』（PDF）（プレスリリース）東日本旅客鉄道八王子支社、2020年3月23日。オリジナルの2020年3月23日時点におけるアーカイブ。2020年3月23日閲覧。
2. 1 2 3 4 5 6 7  『週刊 JR全駅・全車両基地』 46号 甲府駅・奥多摩駅・勝沼ぶどう郷駅ほか79駅、朝日新聞出版〈週刊朝日百科〉、2013年7月7日、20頁。
3. 1 2 3 4 5 6  石野哲 編『停車場変遷大事典 国鉄・JR編 II』（初版）JTB、1998年10月1日、181頁。ISBN 978-4-533-02980-6。
4. ↑  曽根悟（監修）（著）、朝日新聞出版分冊百科編集部（編集）（編）「中央本線」『週刊 歴史でめぐる鉄道全路線 国鉄・JR』第5号、朝日新聞出版、2009年8月9日、27頁。
5. 1 2  『首都圏でSuicaをご利用いただけるエリアが広がります』（PDF）（プレスリリース）東日本旅客鉄道、2004年8月23日。オリジナルの2019年7月9日時点におけるアーカイブ。2020年3月25日閲覧。
6. 1 2  『初のコラボレーション 「NewDays KIOSK＋甲州市観光案内所」が塩山駅に開業いたします!』（PDF）（プレスリリース）甲州市、東日本旅客鉄道八王子支社、2017年3月9日。オリジナルの2020年5月30日時点におけるアーカイブ。2020年5月30日閲覧。
7. ↑  『（甲府版）2019年3月ダイヤ改正について』（PDF）（プレスリリース）東日本旅客鉄道八王子支社、2018年12月14日、1頁。オリジナルの2019年10月14日時点におけるアーカイブ。2020年5月3日閲覧。
8. ↑  『（甲府版）2020年3月ダイヤ改正について』（PDF）（プレスリリース）東日本旅客鉄道八王子支社、2019年12月13日、2頁。オリジナルの2020年2月12日時点におけるアーカイブ。2020年5月3日閲覧。
9. ↑  “駅の情報（塩山駅）：JR東日本”.   東日本旅客鉄道. 2021年10月2日時点のオリジナルよりアーカイブ。2021年10月2日閲覧。
10. ↑  “2021年度 営業関係施策提案を受ける!” (PDF).   JTSU-E 八王子地本 (2021年4月28日). 2021年4月28日時点のオリジナルよりアーカイブ。2021年4月28日閲覧。
11. 1 2  “JR東日本：駅構内図・バリアフリー情報（塩山駅）”.   東日本旅客鉄道. 2025年6月10日閲覧。
12. ↑  富士急行. “甲州・塩山 - 新宿線（甲州ワインライナー）”. 2017年4月4日閲覧。

### 利用状況
1. 1 2  “各駅の乗車人員（2023年度）”.   東日本旅客鉄道. 2024年7月20日閲覧。
2. ↑  “各駅の乗車人員（2000年度）”.   東日本旅客鉄道. 2019年4月20日閲覧。
3. ↑  “各駅の乗車人員（2001年度）”.   東日本旅客鉄道. 2019年4月20日閲覧。
4. ↑  “各駅の乗車人員（2002年度）”.   東日本旅客鉄道. 2019年4月20日閲覧。
5. ↑  “各駅の乗車人員（2003年度）”.   東日本旅客鉄道. 2019年4月20日閲覧。
6. ↑  “各駅の乗車人員（2004年度）”.   東日本旅客鉄道. 2019年4月20日閲覧。
7. ↑  “各駅の乗車人員（2005年度）”.   東日本旅客鉄道. 2019年4月20日閲覧。
8. ↑  “各駅の乗車人員（2008年度）”.   東日本旅客鉄道. 2019年4月20日閲覧。
9. ↑  “各駅の乗車人員（2007年度）”.   東日本旅客鉄道. 2019年4月20日閲覧。
10. ↑  “各駅の乗車人員（2008年度）”.   東日本旅客鉄道. 2019年4月20日閲覧。
11. ↑  “各駅の乗車人員（2009年度）”.   東日本旅客鉄道. 2019年4月20日閲覧。
12. ↑  “各駅の乗車人員（2010年度）”.   東日本旅客鉄道. 2019年4月20日閲覧。
13. ↑  “各駅の乗車人員（2011年度）”.   東日本旅客鉄道. 2019年4月20日閲覧。
14. ↑  “各駅の乗車人員（2012年度）”.   東日本旅客鉄道. 2019年4月20日閲覧。
15. ↑  “各駅の乗車人員（2013年度）”.   東日本旅客鉄道. 2019年4月20日閲覧。
16. ↑  “各駅の乗車人員（2014年度）”.   東日本旅客鉄道. 2019年4月20日閲覧。
17. ↑  “各駅の乗車人員（2015年度）”.   東日本旅客鉄道. 2019年4月20日閲覧。
18. ↑  “各駅の乗車人員（2016年度）”.   東日本旅客鉄道. 2019年4月20日閲覧。
19. ↑  “各駅の乗車人員（2017年度）”.   東日本旅客鉄道. 2019年4月20日閲覧。
20. ↑  “各駅の乗車人員（2018年度）”.   東日本旅客鉄道. 2019年7月10日閲覧。
21. ↑  “各駅の乗車人員（2019年度）”.   東日本旅客鉄道. 2020年7月10日閲覧。
22. ↑  “各駅の乗車人員（2020年度）”.   東日本旅客鉄道. 2021年7月19日閲覧。
23. ↑  “各駅の乗車人員（2021年度）”.   東日本旅客鉄道. 2022年8月3日閲覧。
24. ↑  “各駅の乗車人員（2022年度）”.   東日本旅客鉄道. 2023年7月9日閲覧。